# Le mogli e le arance
Le mogli e le arance è un film muto italiano del 1917 diretto e interpretato da Luigi Serventi.